# Liste der Bürgermeister von Las Vegas

Das Siegel der Stadt Las Vegas im US-Bundesstaat Nevada.

Diese Liste führt alle Bürgermeister der Großstadt Las Vegas im US-Bundesstaat Nevada seit der offiziellen Gründung der Stadt im Jahre 1911 auf.
Die amtierende Bürgermeisterin ist die 1939 geborene Carolyn Goodman, die Ehefrau des vorigen Bürgermeisters Oscar B. Goodman, die offiziell seit 6. Juli 2011 in ihrem Amt ist. Nachdem in den ersten vier Jahrzehnten die Bürgermeister zumeist kürzere Amtsperioden mit höchstens vier Jahren hatten, stiegen die Länge der Amtsperioden und die Wiederwahlen ab den 1950er Jahren. Der am längsten amtierende Bürgermeister war Oran K. Gragson, der von 1959 bis 1975 in vier Perioden im Amt war, gefolgt von William H. Briare (1975 bis 1987) und dem bereits erwähnten Oscar B. Goodman (1999 bis 2011) mit jeweils drei Amtsperioden und dementsprechend zwölf Jahren.
| Bürgermeister       | Amtszeit  |
| ------------------- | --------- |
| Peter Buol          | 1911–1913 |
| W. L. Hawkins       | 1913–1919 |
| W. E. Ferron        | 1919–1921 |
| Horace Jones        | 1921      |
| Charles Ireland     | 1921      |
| W. C. German        | 1921–1922 |
| W. H. Dentner       | 1922–1923 |
| W. C. German        | 1923–1925 |
| J. F. Hesse         | 1925–1931 |
| E. W. Cragin        | 1931–1935 |
| L. L. Arnett        | 1935–1938 |
| Harmon Percy Marble | 1938–1939 |
| John L. Russell     | 1939–1941 |
| Howell Garrison     | 1941–1943 |
| E. W. Cragin        | 1943–1951 |
| C. D. Baker         | 1951–1959 |
| Oran K. Gragson     | 1959–1975 |
| William H. Briare   | 1975–1987 |
| Ron Lurie           | 1987–1991 |
| Jan Laverty Jones   | 1991–1999 |
| Oscar B. Goodman    | 1999–2011 |
| Carolyn Goodman     | 2011–2024 |
| Shelley Berkley     | seit 2024 |